# Внутренняя Австрия

Герб Внутренней Австрии

Внутренняя Австрия (нем. Innerösterreich) — термин, используемый для наименования государственного образования конца XIV—XVI веков, образованного вследствие раздела владений Габсбургов и включавшего герцогства Штирия, Каринтия и Крайна.
Согласно Нойбергскому договору 1379 года территории, принадлежащие династии Габсбургов, подлежали разделу между двумя братьями Альбрехтом III и Леопольдом III. Первый получил собственно герцогство Австрия и стал родоначальником Альбертинской линии Габсбургов. Второй стал правителем Штирии, Каринтии, Крайны, Тироля и Передней Австрии и основателем Леопольдинской линии. Неофициально княжество Альбрехта III называлось Нижняя Австрия (не путать с современной федеральной землёй Нижняя Австрия), а государство Леопольда III — Верхняя Австрия.
В 1402 году Леопольдинская линия вновь разделилась на две ветви: герцог Эрнст Железный получил во владение Внутреннюю Австрию, а герцог Фридрих IV — Тироль и Переднюю Австрию. К концу XV века Альбертинская линия вымерла и все австрийские земли были объединены под властью герцога Внутренней Австрии Фридриха V.
В 1564 году император и австрийский эрцгерцог Фердинанд I вновь разделил владения Габсбургов между своими сыновьями. Внутренняя Австрия отошла к младшему сыну императора Карлу II. Его сын Фердинанд II в 1619 году объединил австрийские владения и стал императором Священной Римской империи. Тирольская линия Габсбургов просуществовала до 1665 года, после чего её владения были включены в состав единой Австрийской монархии.